# Kilchoan
Kilchoan (Schots-Gaelisch: Cille Chòmhghain) is een dorp in de Schotse lieutenancy Inverness in het raadsgebied Highland en heeft ongeveer 150 inwoners.